# النعمة والحقيقة (رواية)
النعمة والحقيقة (بالإنجليزية: Grace and Truth)‏ هي رواية للكاتبة الأيرلندية جينيفر جونستون، نشرت عام 2005، عن دار نشر هيدلاين بوكس.